# Église Saint-Martin de Cuxac-d'Aude
L'église Saint-Martin de Cuxac-d'Aude est une église catholique située en France sur la commune de Cuxac-d'Aude, dans le département de l'Aude en région Occitanie.
La façade occidentale avec son portail, le clocher et l'abside ont été classés au titre des monuments historiques en 1983. L'Église (à l'exception des parties classées et de la chapelle des Pénitents) a été inscrite au titre des monuments historiques en 1983.

## Localisation
L'église est située dans le département français de l'Aude, sur la commune de Cuxac-d'Aude.

## Historique
L'église est mentionnée pour la première fois en 993. Elle est citée en 1143 et 1145 dans un inventaire de la Commanderie de Narbonne des Hospitaliers de l'ordre de Saint-Jean de Jérusalem. En 1212, l'archevêque de Narbonne cède au chapitre de Saint-Just de Narbonne l'église de Cuxac. Le haut de la tour et la flèche en briques ont été construits en 1598. Au 18e siècle, la chapelle des Pénitents a été accolée au chevet. L'édifice est classé au titre des monuments historiques en 1983 et inscrit en 1983. Des restaurations sont effectuées à la fin des années 90, sans vraiment respecter l'harmonie de l'édifice. En effet, certaines fenêtres ont été murées et on a appliqué sur la flèche un mortier en ciment, rendant difficile toute lisibilité architecturale ou historique et constituant une gêne esthétique sévère.

## Architecture
L'église est à nef unique, avec chapelles latérales et abside semi-circulaire. La nef est divisée en quatre travées barlongues couvertes de voûtes sur croisées d'ogives qui témoignent d'une influence gothique. Le sanctuaire est composé d'une travée de chœur flanquée de deux chapelles et d'une abside couverte en cul-de-four. La tour carrée du clocher est posée légèrement en biais par rapport à la nef du 14e siècle, ce qui paraît indiquer qu'elle fut construite avant celle-ci. Le haut de la tour est orné d'une flèche octogonale en brique . La chapelle des Pénitents accolée au chevet est ornée de plusieurs volutes et motifs organiques qui rappellent des formes baroques.